# Кучмановський потік
Кучмановський потік (словац. Kučmanovský potok) — річка в Словаччині, ліва притока Ториси, протікає в округах Кежмарок  і Сабінов.
Довжина — 9.7-10.5 км. Витік знаходиться в масиві Левоцькі гори — на висоті приблизно 840 метрів (схил Чорної гори). Протікає територією сіл Красна Лука; Шариські Дравці; Ториса
Впадає у Торису на висоті приблизно 420 метрів.
Притоки
- праві
  - Годуша
  - Чрхля
  - безіменні
- ліві
  - безіменні
  - Голігрунд